# Турок в Италии
«Турок в Италии» (итал. Il turco in Italia) — комическая опера Джоакино Россини в двух актах на либретто Феличе Романи.
Премьера состоялась в Милане в театре «Ла Скала», 14 августа 1814 года.

## История создания и постановок

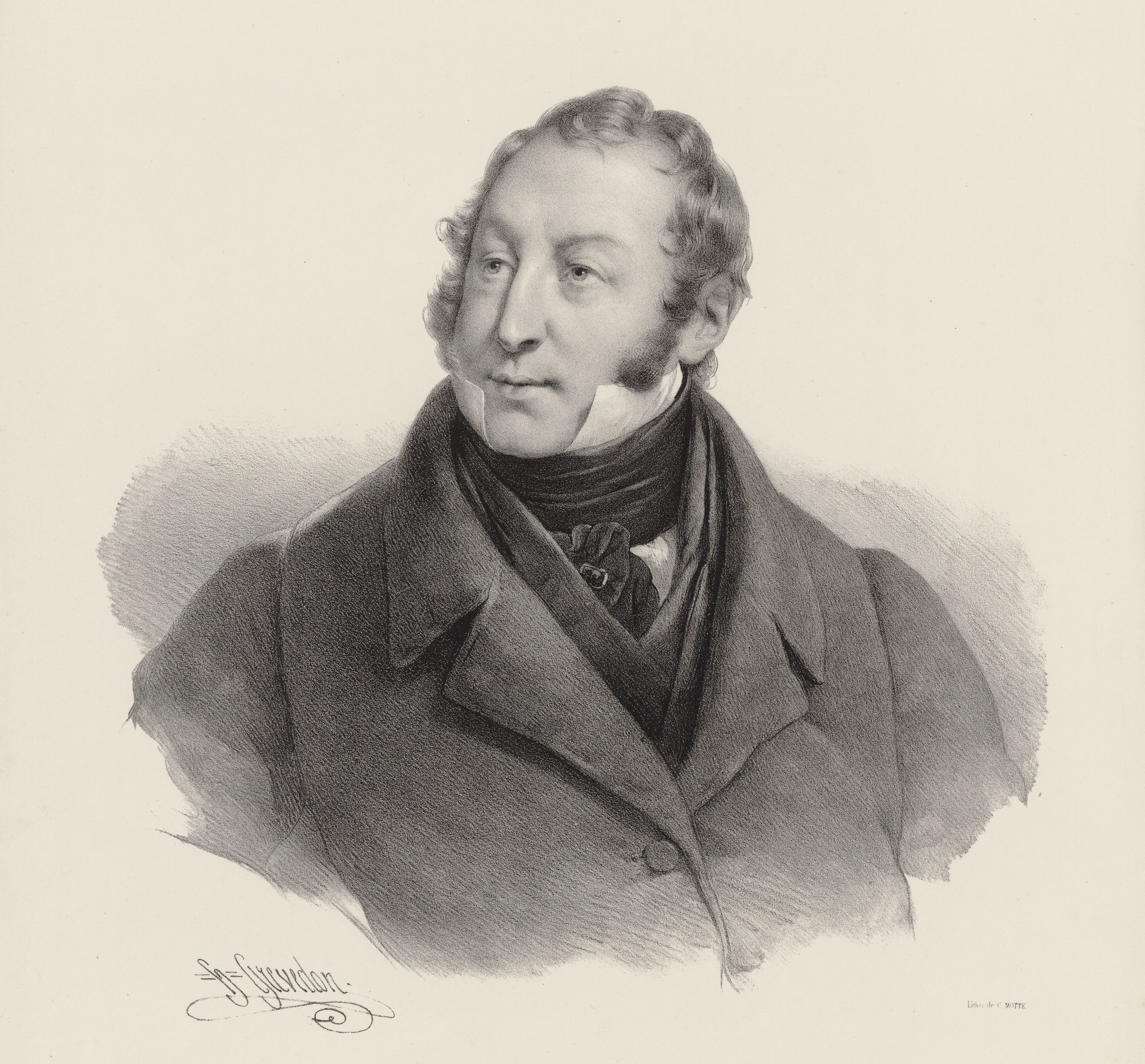
Джоакино Россини

За основу либретто «Турка в Италии» взято либретто одноимённой оперы Франца Зейдельмана (премьера которой состоялась в 1788 году в Дрездене), написанное Катерино Маццолой. В 1794 году пражской публике была представлена ещё одна опера на тот же сюжет Маццолы — композитора Франца Ксавера Зюссмайра под названием «Мусульманин в Неаполе». Теперь Феличе Романи переработал либретто в соответствии с замыслом Россини.
«Турок в Италии» составляет своего рода пару к «Итальянке в Алжире» — опере Россини, написанной годом ранее.
Партия Селима была написана специально в расчёте на певца Филиппо Галли, который и исполнил её на первом представлении оперы.
Премьера состоялась в Милане в театре «Ла Скала», 14 августа 1814 года.

## Действующие лица

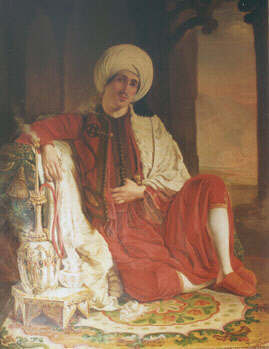
Жозе Родригеш. Восточная сцена

| Партия                       | Голос         | Исполнитель на премьере 14 августа 1814 Дирижёр: Алессандро Ролла |
| ---------------------------- | ------------- | ----------------------------------------------------------------- |
| Дон Джеронио, неаполитанец   | бас           | Луиджи Пачини                                                     |
| Фьорилла, его жена           | сопрано       | Франческа Маффеи Феста                                            |
| Селим, турок                 | бас           | Филиппо Галли                                                     |
| Нарциссо, поклонник Фьориллы | тенор         | Джованни Давиде                                                   |
| Просдочимо, поэт             | баритон       | Пьетро Вазоли                                                     |
| Заида, турчанка              | меццо-сопрано | Аделаида Карпано                                                  |
| Альбазар, турок              | тенор         | Гаэтано Поцци                                                     |
| Цыгане, турки, маски — хор   |               |                                                                   |

## Содержание
Действие происходит в Неаполе, 18 век.

### Действие I
Поэт Просдочимо ищет сюжет для своей новой комедии, однако муза не слишком благосклонна к нему. Неожиданно ему приходит в голову, что сюжетом могла бы стать история, которая случилась с его знакомым, Доном Джеронио. Поэту нужно лишь наблюдать и направлять действия участников в нужное ему русло.
Ветреность и непостоянство супруги лишило сна дона Джеронио, он решает обратиться за советом и помощью к цыганке Зейде. Но и у Зейды теперь не лучшие времена: её жених, турок Селим, охваченный ревностью и подозревая девушку в неверности, решил убить её. Из-за этого она и сбежала в Неаполь.
Вскоре в город приезжает богатый турецкий принц. С первого взгляда он влюбляется в Фиориллу, жену Дона Джеронио, которая  сама не прочь пофлиртовать с незнакомцем. Чувствуя себя ещё более несчастным, Джеронио сообщает поэту о новом увлечении жены. Просдочимо делает вид, что разделяет горе несчастного супруга, однако втайне доволен - история стремительно набирает обороты. Выясняется, что прибывший турецкий принц не кто иной, как Селим, мстительный поклонник Зейды.
Между тем Селим уговаривает Фиориллу бежать с ним. Поэта не устраивает такое развитие событий и он подстраивает встречу турка с Зейдой. Потухшая было страсть возрождается, Селим вновь влюблен в цыганку. Теперь уже Фиорилла мучается ревностью. Между женщинами начинается ссора.

### Действие II
Селим решает выкрасть Фиориллу в разгар карнавала, потому что её супруг Дон Джеронио отказался отдать её за выкуп.Об этом узнает Просдочимо и предлагает Зейде и Джеронио нарядиться так же, как Селим и Фиорилла. Нарчизо, тайно влюбленный в Фиориллу, решает одеться так же, как и турок, чтобы привлечь внимание девушки. Во время карнавала происходит путаница, и Фиорилла оказывается в руках у Нарчизо, Селим по ошибке получает Зейду. Пары клянутся друг другу в вечной любви.
Эта ситуация причиняет страдания Дону Джеронио, который по-прежнему любит Фиориллу. Поэт предлагает ему развестись с ветреной супругой. Джеронио соглашается и пишет письмо, где сообщает о предстоящем разводе.
Сердце Селима вновь принадлежит Зейде, вместе они отправляются в Турцию. Фиорилла, понимая, что проиграла, возвращается домой, где  находит злосчастное письмо от мужа. Её охватывает паника, ведь теперь она потеряла почти все. Видя страдания супруги, Джеронио прощает её. Просдочимо рад, что все закончилось благополучно.